# Strzegom
Strzegom é um município da Polônia, na voivodia de Baixa Silésia e no condado de Świdnica. Estende-se por uma área de 20,49 km², com 16 153 habitantes, segundo os censos de 2018, com uma densidade de 788 hab/km².